# Lista odcinków serialu Remington Steele
Poniżej znajduje się lista odcinków serialu telewizyjnego Remington Steele.

## Seria 1 (1982-1983)
1.  Licencja na Steele'a (License to Steele)
2.  (Tempered Steele)
3.  (Steele Waters Run Deep)
4.  (Signed, Steeled and Delivered)
5.  (Thou Shalt Not Steele)
6.  (Steele Belted)
7.  (Etched in Steele)
8.  (Your Steele the One For Me)
9.  (In the Steele of the Night)
10. (Steele Trap)
11. (Steeling the Show)
12. (Steele Flying High)
13. (A Good Night's Steele)
14. (Hearts of Steele)
15. (To Stop a Steele)
16. (Steele Crazy After All These Years)
17. (Steele Among the Living)
18. (Steele in the News)
19. (Vintage Steele)
20. (Steele's Gold)
21. (Sting of Steele)
22. (Steele in Circulation)

## Seria 2 (1983-1984)
23. (Steele Away With Me) (część 1)
24. (Steele Away With Me) (część 2)
25. (Red Holt Steele)
26. (Altered Steele)
27. (Steele Framed)
28. (A Steele at Any Price)
29. (Love Among the Steele)
30. (Scene Steelers)
31. (Steele Knuckles and Glass Jaws)
32. (My Fair Steele)
33. (Steele Threads)
34. (Steele Eligible)
35. (High Flying Steele)
36. (Blood is Thicker Than Steele)
37. (Steele Sweet on You)
38. (Elegy in Steele)
39. (Small Town Steele)
40. (Molten Steele)
41. (Dreams of Steele)
42. (Woman of Steele)
43. (Hounded Steele)
44. (Elementary Steele)

## Seria 3 (1984-1985)
45. (Steele at It)
46. (Lofty Steele)
47. (Maltese Steele)
48. (Second Base Steele)
49. (Blue Blooded Steele)
50. (Steele Your Heart Away)
51. (A Pocketful of Steele)
52. (Puzzled Steele)
53. (Cast in Steele)
54. (Breath of Steele)
55. (Let's Steele a Plot)
56. (Gourmet Steele)
57. (Stronger Than Steele)
58. (Have I Got a Steele For You)
59. (Springtime For Steele)
60. (Steele in the Family)
61. (Diced Steele)
62. (Now You Steele it, Now You Don't)
63. (Illustrated Steele)
64. (Steele in the Chips)
65. (Steele Trying)
66. (Steele of Approval)

## Seria 4 (1985-1986)
67. (Steele Searching) (część 1)
68. (Steele Searching) (część 2)
69. (Steele Blushing)
70. (Grappling Steele)
71. (Forged Steele)
72. (Corn Fed Steele)
73. (Premium Steele)
74. (Coffee, Tea, or Steele)
75. (Dancer, Prancer, Donner and Steele)
76. (Steele on the Air)
77. (Steele, Inc.)
78. (Steele Spawning)
79. (Suburban Steele)
80. (Santa Claus is Coming to Steele)
81. (Steele Blue Yonder)
82. (Sensitive Steele)
83. (Steele in the Spotlight)
84. (Steele At Your Service)
85. (Steele in the Running)
86. (Beg, Borrow, or Steele)
87. (Steele Alive and Kicking)
88. (Bonds of Steele

## Seria 5 (1987)
89. (The Steele That Wouldn't Die) (część 1)
90. (The Steele That Wouldn't Die) (część 2)
91. (Steele Hanging in There) (część 1)
92. (Steele Hanging in There) (część 2)
93. (Steeled With a Kiss) (część 1)
94. (Steeled With a Kiss) (część 2)